# Campionato francese di pallamano maschile
Il campionato francese di pallamano maschile è l'insieme dei tornei istituiti ed organizzati dalla FFHB, la Federazione di pallamano della Francia.
Dalla stagione 1952-53 esiste in Francia un campionato di massima divisione maschile; attualmente il torneo si chiama Division 1.
I vincitori di tale torneo si fregiano del titolo di campioni di Francia; dall'origine a tutto il 2019 si sono tenute 67 edizioni del torneo.

## Struttura

### Division 1
È il massimo campionato maschile e si svolge tra 14 squadre.

La squadra 1ª classificata al termine del torneo è proclamata campione di Francia.

Le squadre classificate agli ultimi due posti in classifica retrocedono in Division 2 stagione successiva.

### Division 2
È il campionato maschile di secondo livello e si svolge tra 14 squadre.

La squadra 1ª classificata al termine della stagione regolare e la vincente dei play off promozione sono promosse in Division 1 nella stagione successiva.

Retrocedono in Nationale 1 nella stagione successiva le squadre classificate al 13º e 14º posto alla fine della stagione regolare. 

### Nationale 1
È il campionato maschile di terzo livello e si svolge tra 28 squadre divise in 2 gruppi da 14 club ciascuno.

Le prime squadre classificate al termine della stagione regolare di ciascun girone sono promosse in Division 2 nella stagione successiva.

Retrocedono in Nationale 2 nella stagione successiva le squadre classificate dall'11º al 14º posto alla fine della stagione regolare di ciascun gruppo. 

### Organigramma
Quella che segue è la struttura dei tornei.
| Livello | Campionato                                      | Campionato                                      | Campionato                                      | Campionato                                      | Campionato                                      | Campionato                                      | Campionato                                      | Campionato                                      |
| 1       | Division 1 14 clubs                             | Division 1 14 clubs                             | Division 1 14 clubs                             | Division 1 14 clubs                             | Division 1 14 clubs                             | Division 1 14 clubs                             | Division 1 14 clubs                             | Division 1 14 clubs                             |
| 2       | Division 2 14 clubs                             | Division 2 14 clubs                             | Division 2 14 clubs                             | Division 2 14 clubs                             | Division 2 14 clubs                             | Division 2 14 clubs                             | Division 2 14 clubs                             | Division 2 14 clubs                             |
| 3       | Nationale 1 Girone 1 14 clubs                   | Nationale 1 Girone 1 14 clubs                   | Nationale 1 Girone 1 14 clubs                   | Nationale 1 Girone 1 14 clubs                   | Nationale 1 Girone 2 14 clubs                   | Nationale 1 Girone 2 14 clubs                   | Nationale 1 Girone 2 14 clubs                   | Nationale 1 Girone 2 14 clubs                   |
| 4       | Nationale 2 Girone 1 14 clubs                   | Nationale 2 Girone 1 14 clubs                   | Nationale 2 Girone 2 14 clubs                   | Nationale 2 Girone 2 14 clubs                   | Nationale 2 Girone 3 14 clubs                   | Nationale 2 Girone 3 14 clubs                   | Nationale 2 Girone 4 14 clubs                   | Nationale 2 Girone 4 14 clubs                   |
| 5       | Nationale 3 Girone 1 14 clubs                   | Nationale 3 Girone 2 14 clubs                   | Nationale 3 Girone 3 14 clubs                   | Nationale 3 Girone 4 14 clubs                   | Nationale 3 Girone 5 14 clubs                   | Nationale 3 Girone 6 14 clubs                   | Nationale 3 Girone 7 14 clubs                   | Nationale 3 Girone 8 14 clubs                   |
| 6       | Prénationale Gironi regionali                   | Prénationale Gironi regionali                   | Prénationale Gironi regionali                   | Prénationale Gironi regionali                   | Prénationale Gironi regionali                   | Prénationale Gironi regionali                   | Prénationale Gironi regionali                   | Prénationale Gironi regionali                   |
| 7       | Excellence Régionale Gironi regionali           | Excellence Régionale Gironi regionali           | Excellence Régionale Gironi regionali           | Excellence Régionale Gironi regionali           | Excellence Régionale Gironi regionali           | Excellence Régionale Gironi regionali           | Excellence Régionale Gironi regionali           | Excellence Régionale Gironi regionali           |
| 8       | Honneur Régionale Gironi regionali              | Honneur Régionale Gironi regionali              | Honneur Régionale Gironi regionali              | Honneur Régionale Gironi regionali              | Honneur Régionale Gironi regionali              | Honneur Régionale Gironi regionali              | Honneur Régionale Gironi regionali              | Honneur Régionale Gironi regionali              |
| 9       | Excellence Départementale Gironi dipartimentali | Excellence Départementale Gironi dipartimentali | Excellence Départementale Gironi dipartimentali | Excellence Départementale Gironi dipartimentali | Excellence Départementale Gironi dipartimentali | Excellence Départementale Gironi dipartimentali | Excellence Départementale Gironi dipartimentali | Excellence Départementale Gironi dipartimentali |
| 10      | Honneur Départementale Gironi dipartimentali    | Honneur Départementale Gironi dipartimentali    | Honneur Départementale Gironi dipartimentali    | Honneur Départementale Gironi dipartimentali    | Honneur Départementale Gironi dipartimentali    | Honneur Départementale Gironi dipartimentali    | Honneur Départementale Gironi dipartimentali    | Honneur Départementale Gironi dipartimentali    |
| 11      | Promolor Gironi dipartimentali                  | Promolor Gironi dipartimentali                  | Promolor Gironi dipartimentali                  | Promolor Gironi dipartimentali                  | Promolor Gironi dipartimentali                  | Promolor Gironi dipartimentali                  | Promolor Gironi dipartimentali                  | Promolor Gironi dipartimentali                  |